# Michał Korybut Wiśniowiecki

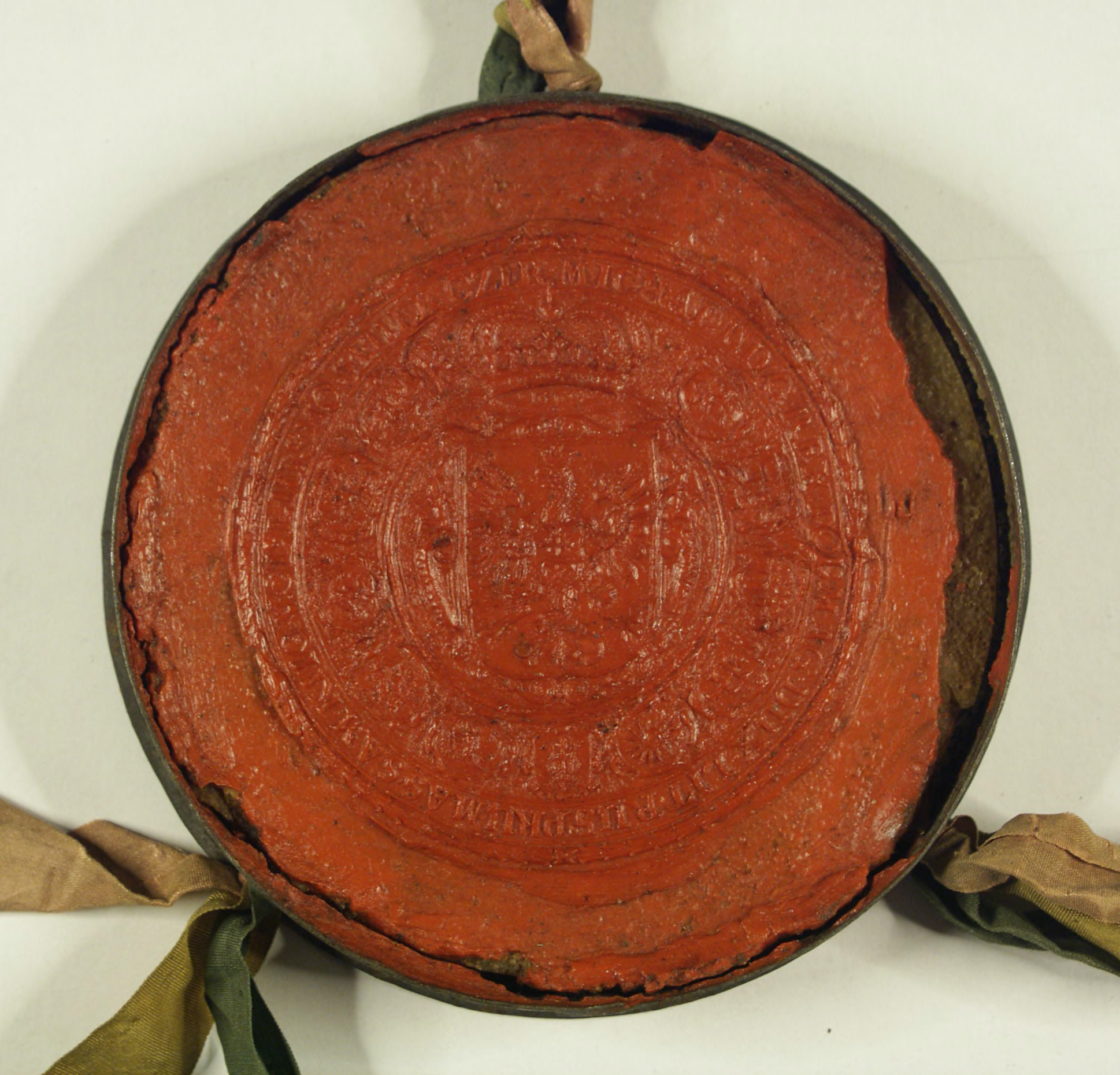
Pieczęć Michała Korybuta Wiśniowieckiego przy dokumencie, w którym Michał Wiśniowiecki król polski zaświadcza, iż posłowie miasta Poznania wzięli udział w jego elekcji

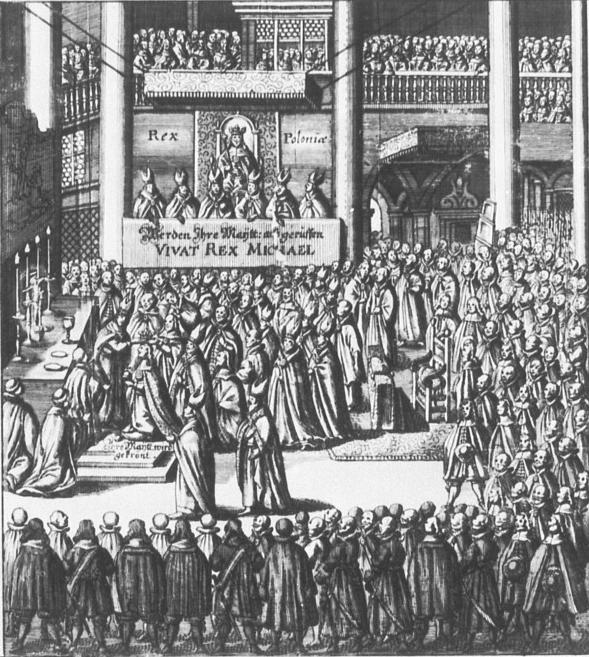
Koronacja Michała Korybuta Wiśniowieckiego

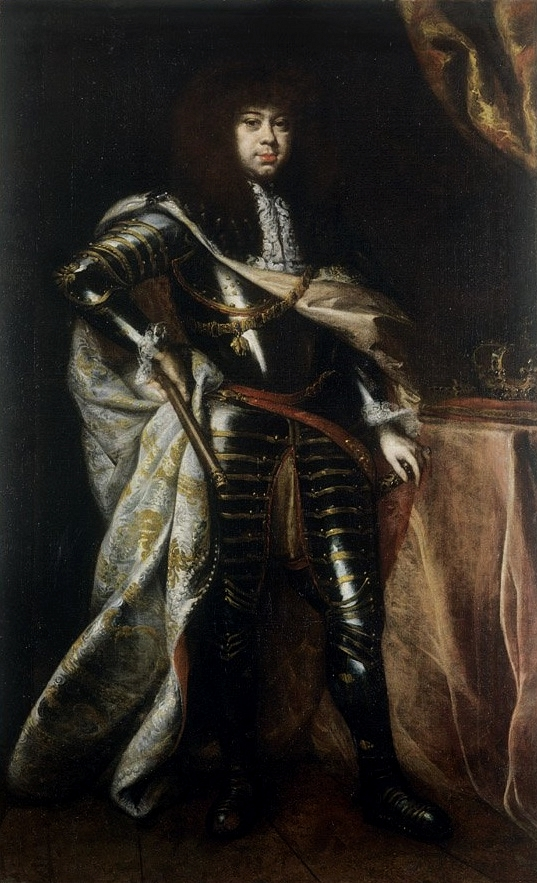
Daniel Schultz, Portret króla Michała Korybuta Wiśniowieckiego z około 1669 roku

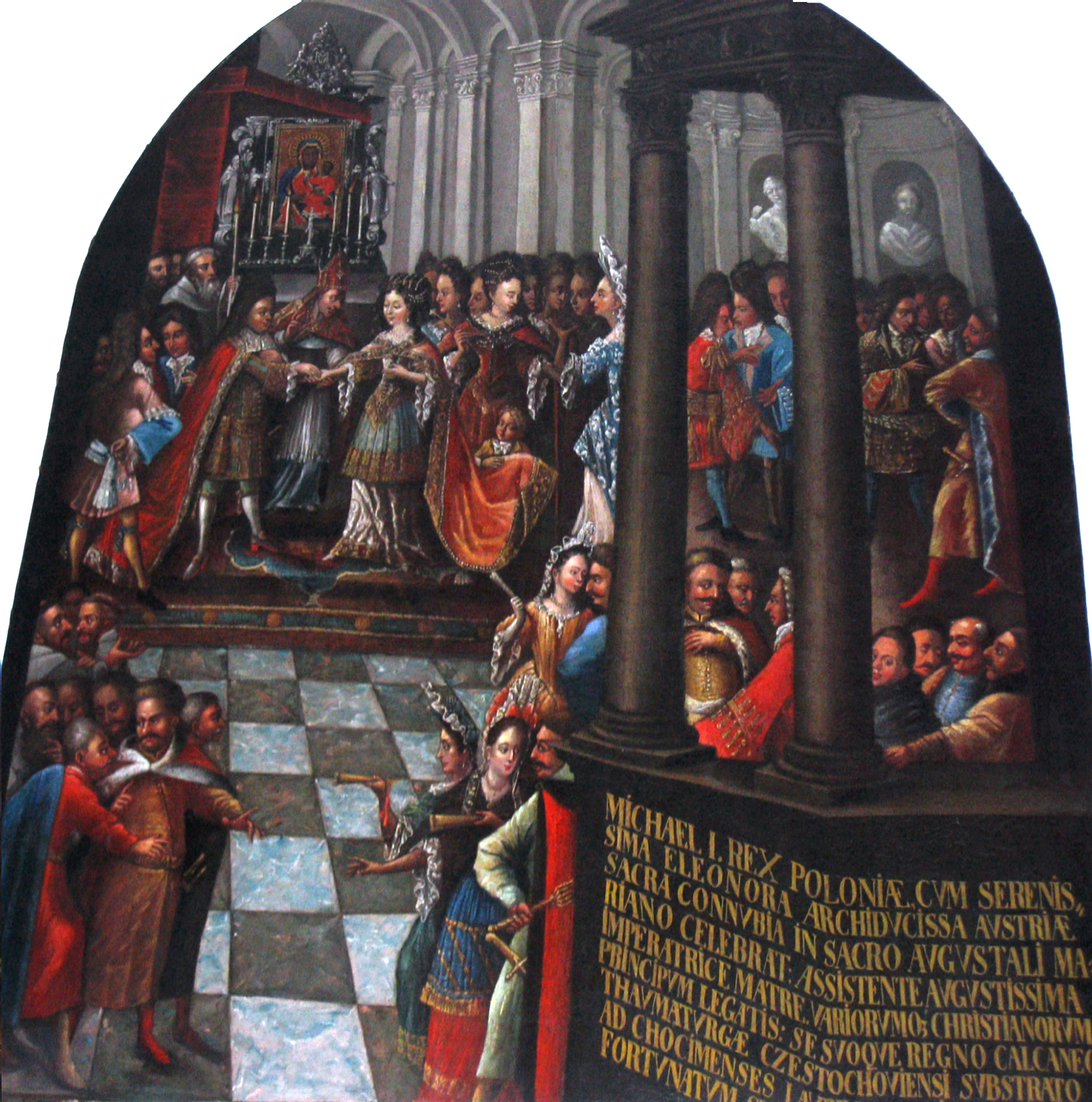
Ślub Michała Korybuta Wiśniowieckiego z Eleonorą Habsburżanką na Jasnej Górze w 1670 roku, malowidło z XVIII wieku w lunecie Sali Rycerskiej klasztoru jasnogórskiego

Michał Tomasz Wiśniowiecki herbu Korybut, znany we współczesnej historiografii jako Michał Korybut Wiśniowiecki (ur. 31 maja 1640 w Białym Kamieniu, zm. 10 listopada 1673 we Lwowie) – król Polski i wielki książę litewski w latach 1669–1673 jako Michał I.
Syn wojewody ruskiego, księcia Jeremiego Wiśniowieckiego i Gryzeldy Zamoyskiej. Mąż Eleonory Habsburżanki, córki cesarza Świętego Cesarstwa Rzymskiego Narodu Niemieckiego, króla Czech i Węgier Ferdynanda III Habsburga.

## Dzieciństwo i młodość
Rodzice Michała poznali się prawdopodobnie we wrześniu 1637 roku, podczas uroczystości koronacyjnych Cecylii Renaty, żony króla Władysława IV Wazy. Zaręczyny odbyły się 13 lutego 1638 roku, a towarzyszący temu brak rozgłosu spowodowany był żałobą Gryzeldy (7 stycznia, ponad miesiąc przed zaręczynami, zmarł jej ojciec, Tomasz Zamoyski). Zaślubiny rodziców króla Wiśniowieckiego odbyły się w Zamościu, 27 lutego 1639 roku
W 1640 roku kilkutygodniowe niemowlę przewieziono do Zamościa, gdzie do 1642 wychowywał się w domu swojej babki Katarzyny z Ostrogskich Zamoyskiej. Później przebywał wraz z matką, czyli musiał przebywać w Łubnie i Przyłuce, a od 1646 roku w Białym Kamieniu i Wiśniowcu na Wołyniu. W 1648 roku opuścił wspomniane miejscowości i wraz z rodzicami pędził los egzulantów, czyli wygnańców z Kresów. W maju tego roku wraz z rodzicami wyjechał do Brahina. W następnych tygodniach przebywał w Turowie na Wołyniu, a od jesieni 1648 roku w twierdzy zamojskiej.
W 1651 roku zmarł jego ojciec. Większość majątku pozostawała w obcych rękach, majątki zaś na Rusi i Wołyniu były zniszczone przez wojnę i zadłużone.
Początkowo znalazł się pod opieką biskupa wrocławskiego i płockiego królewicza Karola Ferdynanda Wazy, który tym samym miał się odwdzięczyć za pomoc, jaką rzekomo udzielił mu Jeremi w czasie starań o tron polski w 1648 roku. Przebywał w rezydencji biskupów płockich w Broku, pobierając nauki u jezuitów. Prawdopodobnie po śmierci biskupa-protektora (9 maja 1655), przeszedł pod pieczę swego wuja, wówczas podczaszego koronnego, a z czasem wojewody sandomierskiego Jana Sobiepana Zamoyskiego, który dzięki swojej zamożności mógł mu zapewnić dalszą edukację. Wuj oddał go na dwór królewski Jana Kazimierza, gdzie Michał zyskał ogólną życzliwość i przychylność. Trudno orzec, czy wynikała ona z cech charakteru, czy ze względu na pamięć jego ojca.
W czasie potopu szwedzkiego wraz z parą królewską schronił się na zamku Oppersdorffów w Głogówku koło Prudnika na Śląsku. 18 listopada 1655 na polecenie króla Jana Kazimierza wyjechał do Nysy. Przebywał tam co najmniej do marca 1656 roku, pobierając nauki w Kolegium Jezuickim Carolinum.
W 1656 roku dzięki wsparciu królowej Ludwiki Marii rozpoczął studia na Uniwersytecie Karola w Pradze. Wraz z nim przebywał preceptor Felicjan Dunin Wąsowicz, który listownie informował ordynata Zamoyskiego o postępach Michała w nauce. Królowa nie była do końca zadowolona z usług Dunina Wąsowicza, skoro w 1660 roku zarzucała mu nadmierne wydatki w związku z jego pobytem u boku Michała. Wówczas królowa zdecydowała o powrocie Michała do kraju, o jego dalszym losie zaś miała zdecydować wraz z opiekunem, w zależności od jego umiejętności. Przed 19 czerwca 1660 roku powrócił do Polski.
Wkrótce udał się na dwory w Dreźnie i Wiedniu. Tam też cieszył się szczególnymi względami cesarzowej wdowy Eleonory. Wówczas sięgnął po godność pułkownika, a może nawet szambelana cesarskiego. Wówczas prawdopodobnie poznał swoją przyszłą żonę – Eleonorę, która wówczas liczyła kilka lat (ur. 1653). Tam też podszkolił swoją znajomość łaciny, niemieckiego, włoskiego i francuskiego.
Władał wieloma językami: łaciną, niemieckim, francuskim, włoskim, hiszpańskim, tatarskim, tureckim i zapewne ruskim, jednak jego talenty tak ocenił jeden z historyków: 

Pierwszy spadkobierca Wazów mówił ośmioma językami, ale w żadnym z nich nie miał nic ciekawego do powiedzenia. Szkoda słów na jego bliższą charakterystykę. Dość powiedzieć, że Michał Korybut, wybrany wbrew własnej woli, jedynie ze względu na swą przeciętność i na pamięć ojca, Jeremiego, okazał się w purpurze monarszej zupełnym zerem, bezmyślnym samolubem, którego wyłączną troską było nie dać się zdetronizować.

W 1663 roku wziął udział w kampanii na Ukrainie, w czasie wojny polsko-rosyjskiej 1654–1667. W czasie rokoszu Lubomirskiego opowiedział się po stronie króla.

## Elekcja
Kandydaturę Michała Korybuta do polskiego tronu wysunął biskup chełmiński i podkanclerzy koronny Andrzej Olszowski. Był kandydatem rzesz szlacheckich, dla których niebogaty i niedoświadczony książę nie mógł stanowić zagrożenia dla złotej wolności. Zaraz po jego wyborze profrancuskie stronnictwo magnackie (tzw. malkontenci) z prymasem Mikołajem Prażmowskim i hetmanem wielkim koronnym Janem Sobieskim przeszło do opozycji, planując unieważnienie elekcji, a później nawet detronizację Michała.
Został wybrany na króla na sejmie elekcyjnym 19 czerwca 1669 roku. Oprócz niego było czterech kandydatów innych narodowości, lecz po złych doświadczeniach z obcymi monarchami szlachta gremialnie głosowała na „Piasta”, wbrew zamiarom magnatów. Uzyskał on 11 271 głosów elektorskich szlachty.
6 lipca elekt przysiągł pacta conventa. Koronowany został 29 września 1669 roku w Krakowie. Sejm koronacyjny zerwał 5 listopada, przed upływem terminu, Jan Aleksander Olizar „dla marnej prywaty, ponieważ dwór ociągał się z wyrobieniem odszkodowania eksulantom ukraińskim i nie przeznaczał dla nich wakujących starostw”.

## Małżeństwo
27 lutego 1670 roku na Jasnej Górze odbył się ślub z Eleonorą Habsburżanką, którego udzielał im nuncjusz papieski Galeazzo Marescotti, gdyż prymas Prażmowski odmówił swojego udziału. Pierwsza część uroczystości weselnych odbyła się w pałacu Denhoffów w Kruszynie.

## Walka stronnictw
W Rzeczypospolitej zwalczały się dwa stronnictwa: malkontenci i regaliści. Malkontentami nazywano stronnictwo profrancuskie. Tworzyli je: prymas Mikołaj Jan Prażmowski, hetman wielki koronny Jan Sobieski, Andrzej Morsztyn, Bogusław i Michał Kazimierz Radziwiłłowie, wojewoda krakowski Aleksander Michał Lubomirski, wojewoda ruski Stanisław Jan Jabłonowski, wojewoda poznański Krzysztof Grzymułtowski.
W listopadzie 1669 roku malkontenci zerwali sejm koronacyjny posługując się egzulantami (tak określano szlachtę z ziem ukrainnych utraconych na rzecz Rosji). Malkontenci dążyli do detronizacji króla i wyniesienia na tron hrabiego Charles’a-Paris d’Orléans-Longueville'a. Po kraju krążył ordynarny paszkwil antykrólewski, pióra stolnika wielkiego koronnego Jana Wielopolskiego, pt. „List szlachcica polskiego do sąsiada po sejmie coronationis z Krakowa A. 1669”.
W roku 1670 ostra walka stronnictw przeniosła się do sejmików przedsejmowych. Szlachta domagała się na nich sądu sejmowego nad hetmanem Janem Sobieskim. W obronie Sobieskiego wojsko zawiązało konfederację pod Trembowlą. Wobec groźby buntu armii, regaliści zrezygnowali z rozprawy z hetmanem na sejmie. 19 kwietnia 1670 roku malkontenci zerwali sejm walny. Sejmiki posejmowe wzięły w obronę króla Michała, domagając się sejmu konnego w pospolitym ruszeniu i ukarania malkontentów.
Jednak wzajemne animozje były tak silne, że dały znać o sobie w obliczu zagrożenia tureckiego. Oto w roku 1671 regaliści skutecznie zablokowali uchwalenie przez sejm środków na obronę, ponieważ hetman Jan Sobieski był malkontentem. Konflikt z malkontentami przesłaniał wojnę z Turcją. Doszło nawet do tego, że król poparł bunt oddziałów regimentarza Stanisława Wyżyckiego, który wbrew rozkazom Sobieskiego opuścił Wołyń, pozbawiając go obrony. Król wyznaczył buntownikom leża zimowe w bogatym starostwie samborskim i wypłacił część zaległego żołdu. Wojsku Sobieskiego żołdu nie wypłacił. Rozdarte wewnętrznymi waśniami państwo nie było w stanie dać należytego odporu Turkom.
W roku 1672 Turcja wypowiedziała wojnę Rzeczypospolitej. Mimo to w Koronie zanosiło się na kolejną wojnę domową. Zgromadzona przy królu w Gołębiu szlachta zawiązała konfederację gołąbską pod marszałkostwem pisarza polnego koronnego Stefana Stanisława Czarnieckiego. Gołębianie zagrozili sądem prymasowi Mikołajowi Prażmowskiemu. Pozbawili go wszelkich stanowisk państwowych. Plądrowali dobra Jana Sobieskiego i jego krewnych. 22 listopada w Kobryniu konfederację zawiązało wojsko litewskie i opowiedziało się za gołębianami. Obecne przy Sobieskim w Szczebrzeszynie wojsko koronne zawiązało w jego obronie konfederację szczebrzeszyńską. Na czele swych oddziałów Jan Sobieski udał się do Łowicza, gdzie przebywał prymas Prażmowski. Mediacji między zwaśnionymi stronami podjął się nuncjusz apostolski Francesco Bonvisi i biskup krakowski Andrzej Trzebicki. Na pacyfikację nastrojów wpłynął też list sułtana Mehmeda IV, który żądał całkowitego ukorzenia się Rzeczypospolitej. W marcu 1673 roku odbył się w Warszawie sejm pacyfikacyjny, na którym uchwalono: 
1. wzajemne darowanie win,
2. odmowę ratyfikacji układu buczackiego,
3. uchwalono środki na zaciąg armii. Pieniądze dane przez papieża przeznaczono na artylerię.

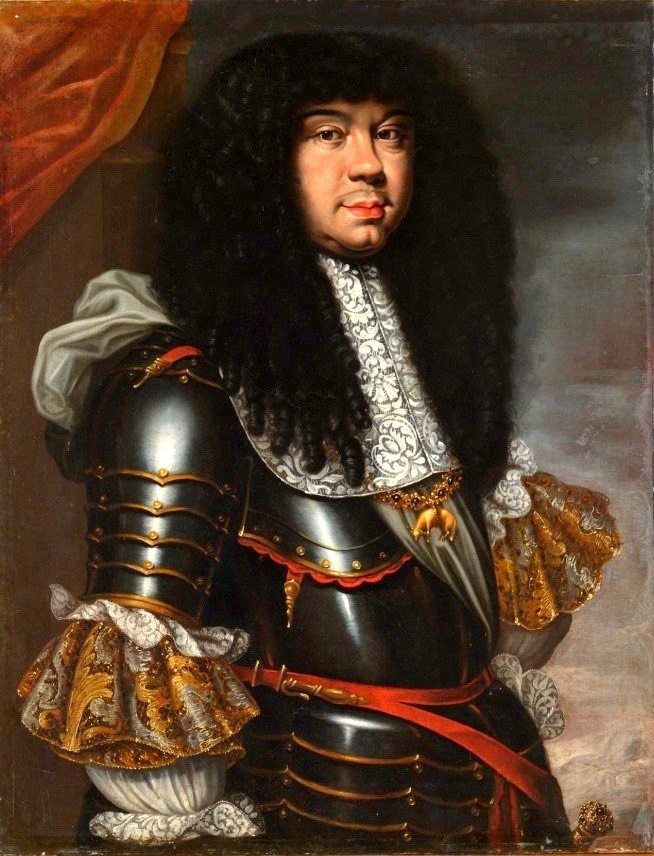
Portret króla Michała Korybuta Wiśniowieckiego, nieznany malarz polski z XVII wieku

## Sytuacja na Ukrainie
W schedzie po Janie Kazimierzu otrzymał Michał nieuregulowaną i wciąż niepomyślną dla Polski sytuację społeczno-polityczną na Ukrainie, podzielonej rozejmem andruszowskim. Polską częścią Ukrainy, czyli Prawobrzeżem, zarządzał hetman kozacki Piotr Doroszenko, którego celem życia było oderwanie Ukrainy od Polski oraz od Moskwy i przekształcenie tego kraju w państwo wasalne Turcji, na podobieństwo Mołdawii czy Wołoszczyzny. Pokonany w 1667 roku w bitwie pod Podhajcami wyrzekł się początkowo tych planów, jednak szybko powrócił do układów z Portą. W odpowiedzi w 1669 roku władze polskie mianowały nowym hetmanem na Prawobrzeżu Michała Chanenkę, z zadaniem odebrania władzy Doroszence. Mimo klęski nowego hetmana 29 października 1669 pod Steblowem władze polskie wciąż trwały przy nim, co doprowadziło do kolejnego starcia z Doroszenką. Doszło do niego w 1671 roku i choć wojska tatarsko-kozackie zostały pokonane przez Sobieskiego pod Bracławiem i pod Kalnikiem, do ostatecznego spacyfikowania Ukrainy nie doszło. Był to efekt nieudolności króla, który sabotował działania hetmana i zwlekał w swym marszu na Ukrainę na czele pospolitego ruszenia - wyprawa dotarła tylko do Lwowa, oraz nieprzybycia wojsk litewskich, które zawróciły z marszu na Ukrainę 15 października. Sytuacja ta tylko przyspieszyła wystąpienie Turcji w obronie Doroszenki.

## Wojna i nietrwały pokój z Imperium Osmańskim

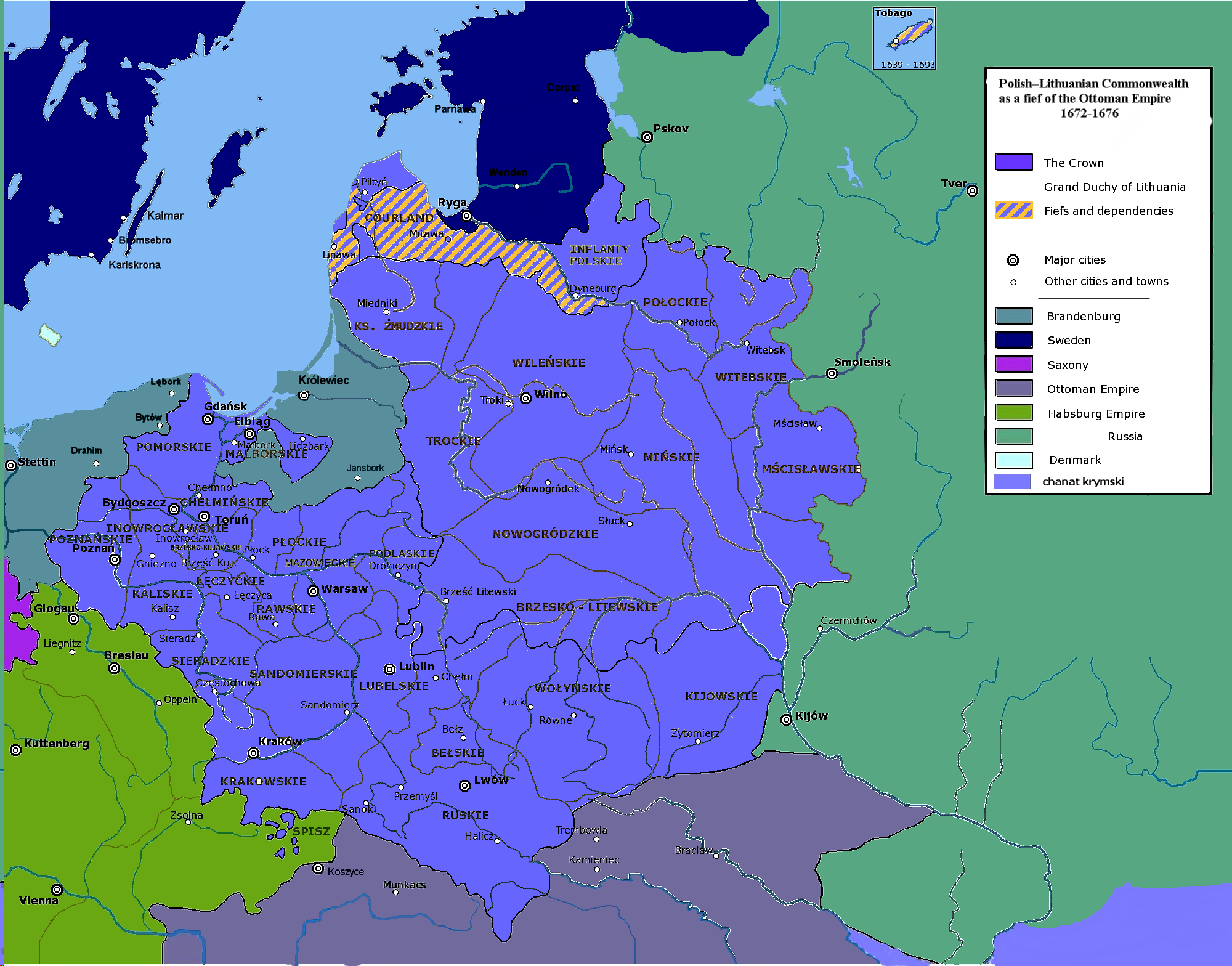
Rzeczpospolita jako lenno imperium osmańskiego w latach 1672–1676

### Pierwszy etap wojny
W czerwcu 1672 roku 100-tysięczna armia turecka, dowodzona przez sułtana Mehmeda IV, obległa Kamieniec Podolski, który 26 sierpnia skapitulował. Lwów okupił się po 10 dniach oblężenia. Czambuły tatarskie dotarły do Hrubieszowa, Jasła i Biecza. Maszerowały na Gołąb nad Wisłą, gdzie był król i zbierało się pospolite ruszenie. W październiku, na rozpaczliwą prośbę senatorów, Jan Sobieski wyprawił się z garstką wojska na czambuły tatarskie. Pod Niemirowem rozgromił ordę Dżambeta Gireja. Pod Komarnem zniszczył drugi kosz tatarski, a pod Petranką zniósł trzecie zgrupowanie.

### Pokój
Rezultat tego etapu wojny to „trudny do zaakceptowania” (dla znacznej części szlachty polskiej) pokój w Buczaczu (1672), który oddawał Imperium Osmańskiemu część ziem wschodnich i wyrażał zgodę na płacenie przez Rzeczpospolitą ustalonych rocznych kwot. Rzeczpospolita stałaby się lennem imperium osmańskiego, gdyby sejm 1673 roku ratyfikował traktat. Zamiast ratyfikacji traktatu sejm uchwalił podatki na wojnę z Turkami.
Zabiegami dyplomatycznymi Polska wyeliminowała Tatarów Selima I Gireja i Kozaków Piotra Doroszenki z udziału w wojnie po stronie Turcji. Prawdopodobnie efektem jej zabiegów był najazd Kałmuków na Krym i Doroszenkę. Chanat był spustoszony tak mocno, że Selim Girej nie był w stanie wesprzeć Turków.

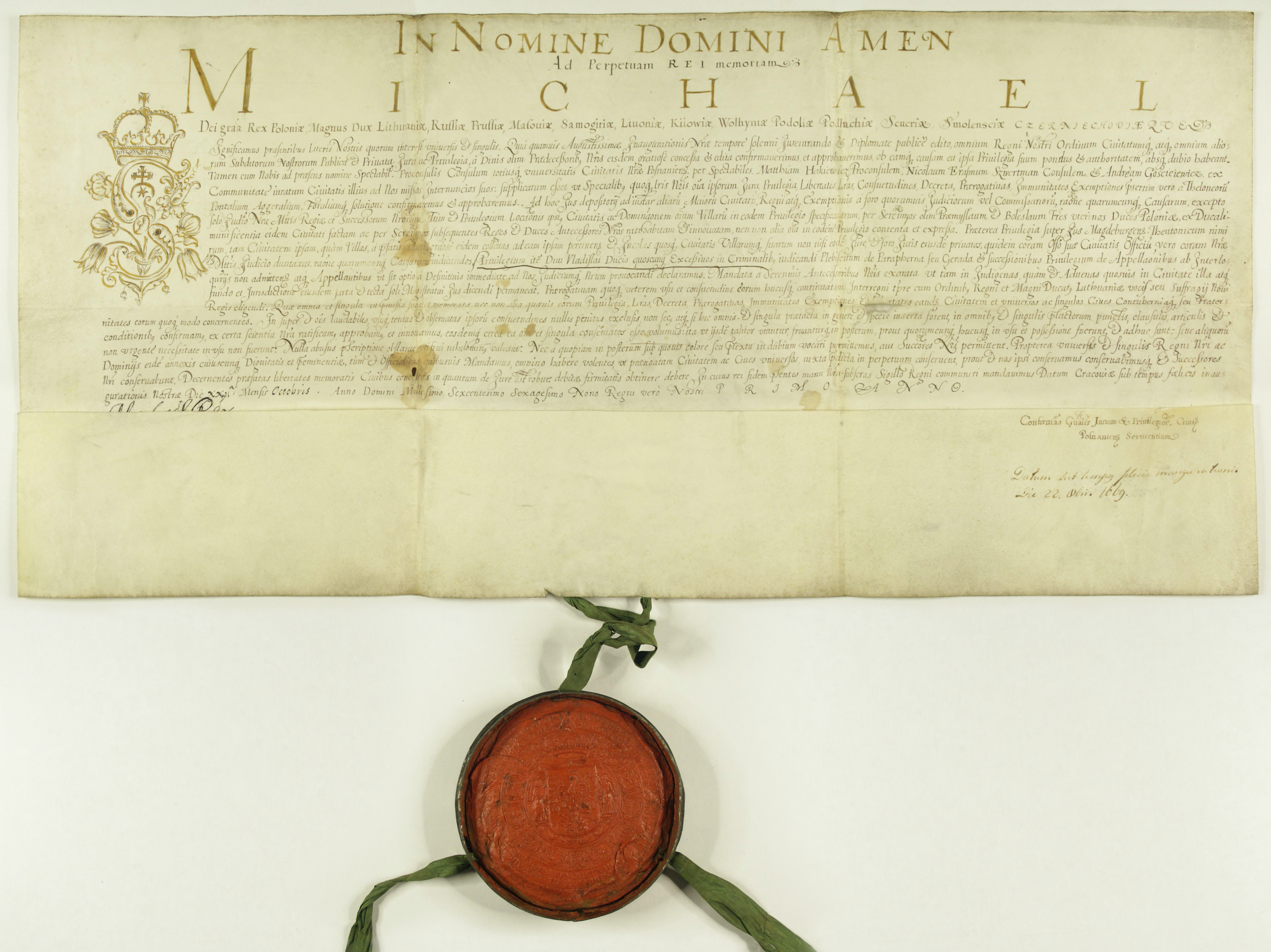
Michał Wiśniowiecki zatwierdza przywileje miasta Poznania – dokument z 1669 r. ze zbiorów Archiwum Państwowego w Poznaniu

### Przygotowania do wypowiedzenia wojny
Po kontrowersjach wokół traktatu pokojowego, będących jedną z przyczyn wewnętrznej anarchii, a także licznych interwencjach i subwencjach państw trzecich (m.in. papiestwa) Michał Korybut rozpoczął przygotowania do kontynuacji wojny, czyli zerwania traktu pokojowego.
8 października 1673 roku w obozie pod Skwarzawą król Michał dokonał przeglądu 40 000 wojsk koronnych i 50 dział.

### Choroba Michała Korybuta i zmiana dowódcy
Z powodu choroby król zmuszony został zdać dowództwo na Jana Sobieskiego.
Pod Chocimiem stanął 30-tysięczny korpus Husejna Paszy. W Kamieńcu Podolskim stacjonował 18-tysięczny korpus Halila Paszy. 15-tysięczny korpus Kaplana Paszy stał w Jassach. Sobieski skierował się przeciwko Husseinowi. Otoczył główne siły tureckie w twierdzy chocimskiej, którą w drugim dniu oblężenia wziął szturmem. To wielkie zwycięstwo Polaków nie przyniosło co prawda przełomu w wojnie i odzyskania Kamieńca Podolskiego, ale utwierdziło pozycję Jana Sobieskiego w Europie i zwiększyło respekt dla niego wśród Turków, którzy odtąd zwali go „Lwem Lechistanu”.

## Śmierć i pogrzeb

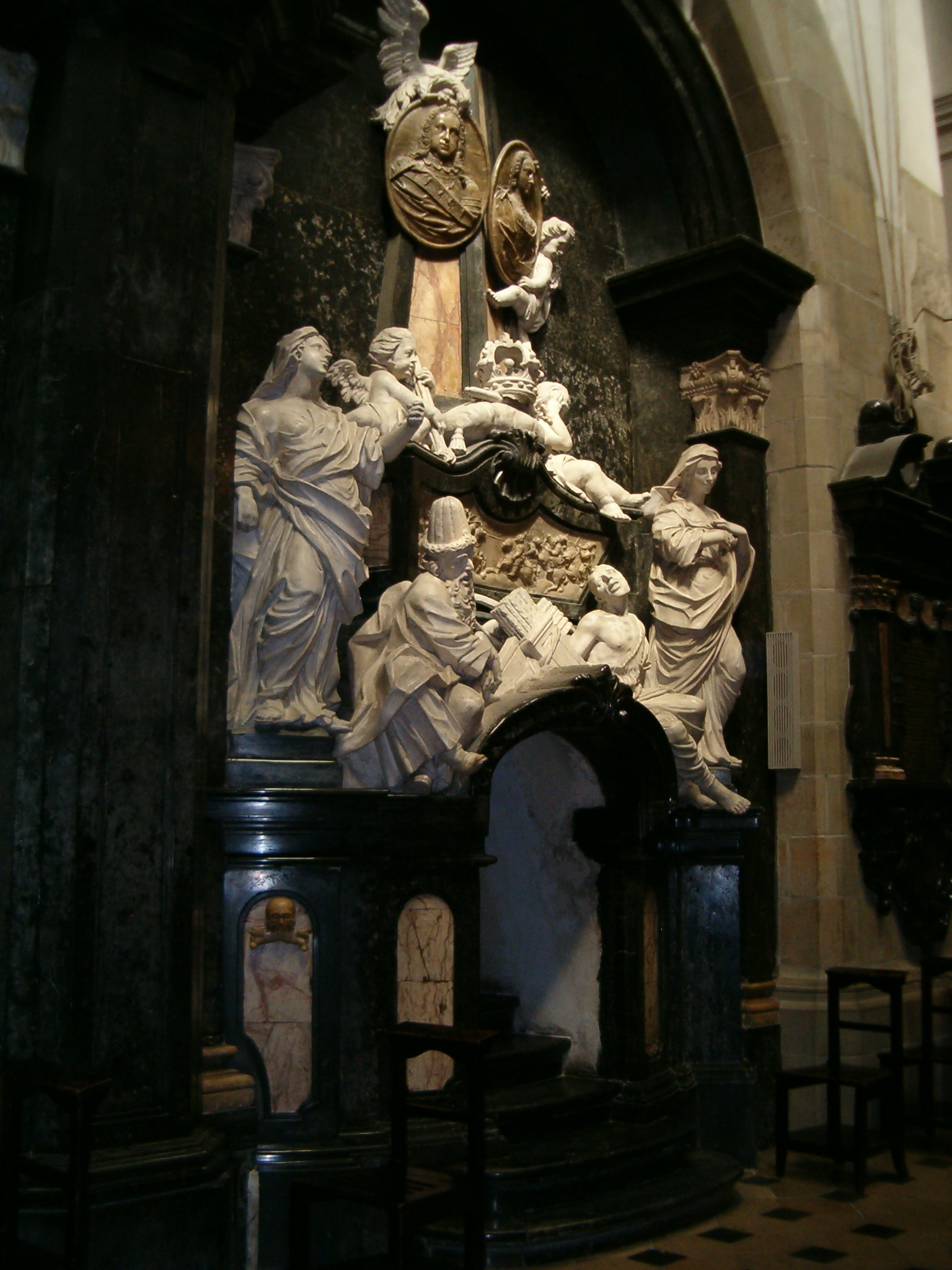
Nagrobek Michała Korybuta Wiśniowieckiego w katedrze na Wawelu

Król Michał Korybut Wiśniowiecki zmarł w pałacu arcybiskupim we Lwowie 10 listopada 1673 roku – śmierć nastąpiła z powodu zatrucia żołądkowego. Nowym królem wybrany został 19 maja 1674 roku Jan III Sobieski. Po nabożeństwie serce króla pochowano w klasztorze kamedułów na Bielanach w Warszawie. Wnętrzności pochowano w Katedrze Łacińskiej we Lwowie (zostały wmurowane w jedną ze ścian katedry), ciało zaś 20 listopada odwieziono do Warszawy. Doczesne szczątki króla Michała pochowano równocześnie z prochami Jana II Kazimierza Wazy w podziemiach katedry wawelskiej, w dzień koronacji następcy, Jana III Sobieskiego 31 stycznia 1676 roku. Pochowany został w Kaplicy Świętokrzyskiej, a następnie w roku 1858 przeniesiony do krypty św. Leonarda na Wawelu i złożony w sarkofagu z czarnego marmuru ufundowanym w 1857 roku przez cesarza Austrii i króla Galicji Franciszka Józefa I, jak głosi inskrypcja na grobowcu.  Po otwarciu w 1938 roku sarkofagu stwierdzono, że wewnątrz znajduje się trumna dębowa ze szczątkami króla owiniętymi w złotolite szaty, rura cynowa z dokumentem potwierdzającym przeniesienie jego zwłok w 1858 roku z Kaplicy Świętokrzyskiej do krypty św. Leonarda, drewniane berło i resztki drewnianej trumny obitej pluszem.

## Upamiętnienie
W 2021 wprowadzono do obiegu dwie monety z jego wizerunkiem: srebrną o nominale 50 zł, w wielkości emisji do 5000 sztuk i złotą o nominalne 500 zł, w wielkości emisji do 600 sztuk. 

### Michał Korybut w literaturze pięknej
Panowanie Wiśniowieckiego opisywali:
- Henryk Sienkiewicz (Pan Wołodyjowski),
- W 1888 w swojej powieści historycznej Król Piast opisał go Józef Ignacy Kraszewski[19] .

## Genealogia
| Michał Wiśniowiecki ur. XVI w. zm. 1616 | Michał Wiśniowiecki ur. XVI w. zm. 1616 |                                               |                                               | Regina Mohylanka ur. ok. 1588 zm. 1619 | Regina Mohylanka ur. ok. 1588 zm. 1619 |  |  | Tomasz Zamoyski ur. 1 IV 1594 zm. 7 I 1638 | Tomasz Zamoyski ur. 1 IV 1594 zm. 7 I 1638 |                                                 |                                                 | Katarzyna Ostrogska ur. 1602 zm. 6 X 1642 | Katarzyna Ostrogska ur. 1602 zm. 6 X 1642 |
|                                         |                                         |                                               |                                               |                                        |                                        |  |  |                                            |                                            |                                                 |                                                 |                                           |                                           |
|                                         |                                         |                                               |                                               |                                        |                                        |  |  |                                            |                                            |                                                 |                                                 |                                           |                                           |
|                                         |                                         | Jeremi Wiśniowiecki ur. 1612 zm. 20 VIII 1651 | Jeremi Wiśniowiecki ur. 1612 zm. 20 VIII 1651 |                                        |                                        |  |  |                                            |                                            | Gryzelda Zamoyska ur. 27 IV 1623 zm. 17 IV 1672 | Gryzelda Zamoyska ur. 27 IV 1623 zm. 17 IV 1672 |                                           |                                           |
|                                         |                                         |                                               |                                               |                                        |                                        |  |  |                                            |                                            |                                                 |                                                 |                                           |                                           |
|                                         |                                         |                                               |                                               |                                        |                                        |  |  |                                            |                                            |                                                 |                                                 |                                           |                                           |
|                                         |                                         |                                               |                                               |                                        |                                        |  |  |                                            |                                            |                                                 |                                                 |                                           |                                           |

|                                                     |  | Eleonora Habsburżanka ur. 31 V 1653 zm. 17 XII 1697 OO 27 II 1670 | Eleonora Habsburżanka ur. 31 V 1653 zm. 17 XII 1697 OO 27 II 1670 | Michał Korybut Wiśniowiecki ur. 31 V 1640 zm. 10 XI 1673 | Michał Korybut Wiśniowiecki ur. 31 V 1640 zm. 10 XI 1673 |  |  |  |  |
|                                                     |  |                                                                   |                                                                   |                                                          |                                                          |  |  |  |  |
|                                                     |  |                                                                   |                                                                   |                                                          |                                                          |  |  |  |  |
| NN (syn) Wiśniowiecki ur. 29 XI 1670 zm. 29 XI 1670 |  |                                                                   |                                                                   |                                                          |                                                          |  |  |  |  |

Michał był potomkiem Piastów poprzez jego matkę Gryzeldę z Zamoyskich, Katarzynę z Ostrogskich, Annę z Kostków, Zofię z Odrowążów i Annę mazowiecką, siostrę ostatnich książąt mazowieckich Janusza III i Stanisława.